# Comunità Sefardite e Orientali
Le Comunità Sefardite e Orientali (in ebraico: סְפָרַדִּים וְעֵדוֹת מִזְרָח, Sfaradim VeEdot Mizrah) sono stati un partito politico israeliano ed è uno degli antenati del partito Likud.

## Storia
Il partito delle Comunità Sefardite e Orientali rappresentava gli ebrei sefarditi e gli ebrei mizrahi che vivevano già in Israele al momento dell'indipendenza, e faceva parte di Minhelet HaAm e del governo provvisorio nel 1948-1949.
Con il nome completo di Lista di Unità Nazionale delle Comunità Sefardite e Orientali, il partito ottenne il 3,5% dei voti e quattro seggi alle elezioni della prima Knesset del 1949. Rappresentati da Moshe Ben-Ami, Eliyahu Eliashar, Avraham Elmalih e Bechor-Shalom Sheetrit si unirono al governo come partner di coalizione del partito Mapai di David Ben Gurion, con Sheetrit nominato Ministro della Polizia.
Per le elezioni del 1951, il partito cambiò il suo nome in Lista delle Comunità Sefardite e Orientali, dei Vecchi Tempi e degli Immigrati. Tuttavia, persero circa la metà della loro quota di voto (1,8%) e metà dei seggi, riducendosi a soli due rappresentanti. Solo Eliashar ha mantenuto il suo seggio, con Binyamin Sasson al secondo posto. Questa volta non si unirono al governo.
Il 10 settembre 1951 il partito si unì ai Sionisti Generali, il secondo partito più grande della Knesset e per breve tempo membro della coalizione di governo che costituì il quarto e il quinto governo (anche se furono espulsi dal sesto dopo essersi astenuti da una mozione di sfiducia).
Alcuni membri del partito non furono contenti di unirsi ai Sionisti Generali e si staccarono per riformare il partito. Contestarono le elezioni del 1955 con Eliashar come leader, ma non riuscirono a ottenere un mandato.
In seguito, i Sionisti Generali si unirono al Partito Progressista per formare il Partito Liberale, che fu brevemente il terzo partito più grande in Israele prima di fondersi nuovamente con Herut per formare Gahal, che alla fine divenne Likud.